# Spitalul Brâncovenesc

Spitalul Brâncovenesc (1938)

București – Piața și Spitalul Brâncovenesc (1923)

Spitalul Brâncovenesc - carte poștală ilustrată veche

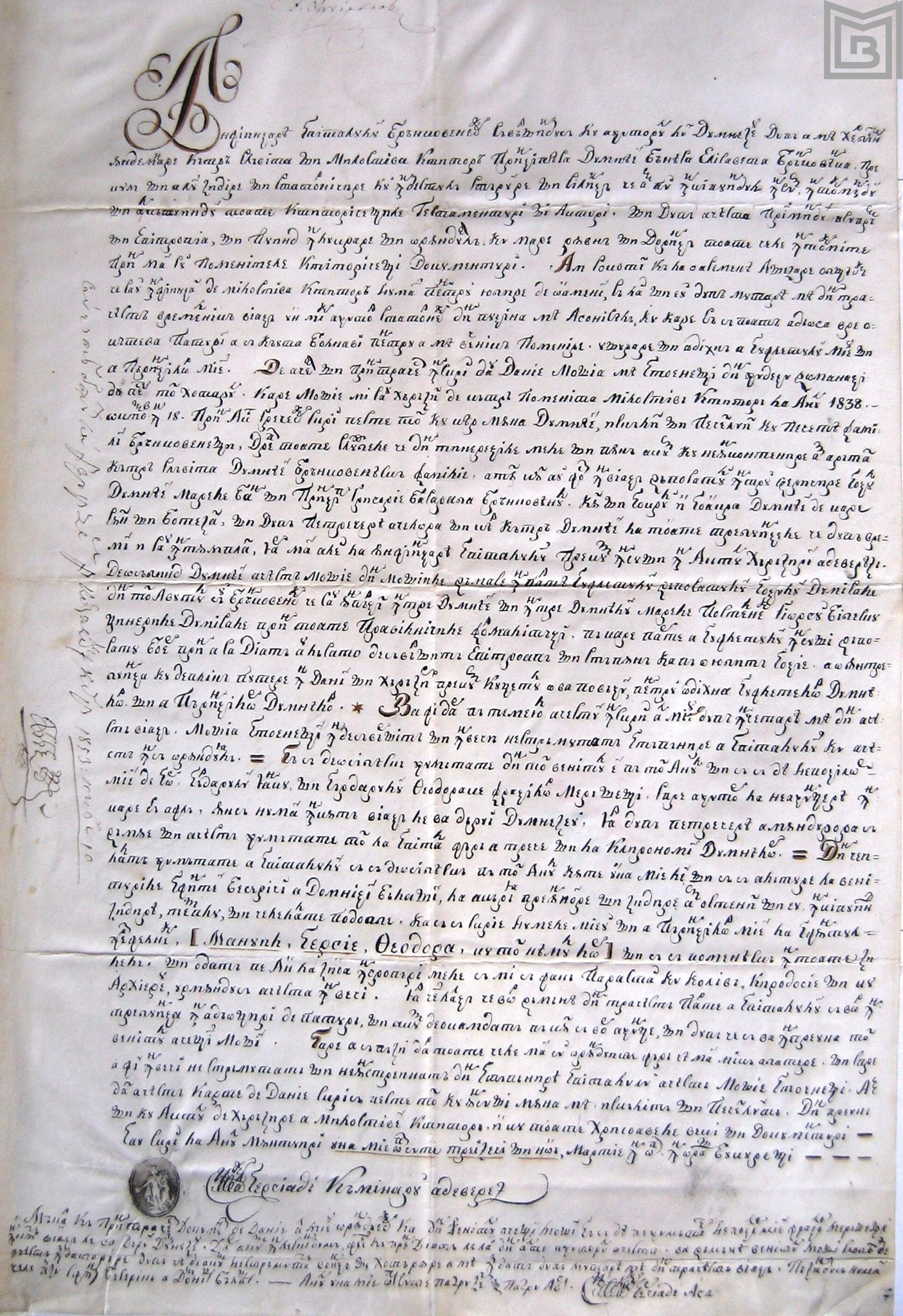
Dania lui Manolache Serghiadi pentru Spitalul Brâncovenesc

Spitalul Brâncovenesc a fost ridicat în București între 28 august 1835 - 14 octombrie 1838, de Safta Brâncoveanu, fiica marelui ban Tudorache Balș și soția banului Grigore Basarab Brâncoveanu, și a funcționat din veniturile de la moșiile donate de ctitoră. Spitalul a fost gândit de ea pentru oamenii săraci, dar în același timp s-a constituit și ca școală medicală. La inaugurare, spitalul avea 60 de paturi.
Grigore Brâncoveanu, marele ban al Țării Românești, a lăsat  prin testament pe soția sa, Elisabeta (Safta) Brâncoveanu, moștenitoare a tuturor averilor sale, să construiască un spital, spre mângâierea celor în lipsă și în nevoi, spre pururea și veșnica pomenire a Sa. Spre a îndeplini acest act de voință, Safta Brâncoveanu a lăsat, la rândul ei, prin testament mai multe moșii și imobile pentru înființarea și întreținerea unui spital Brâncovenesc. Prin acest testament, Safta Brâncoveanu hotăra ca după ridicarea spitalului, „să-l înzestreze cu averi producătoare de venituri pentru buna funcționare și întreținere a acestui spital.” Astfel, prin acest testament, a lăsat moșiile: Dăbuleni, din județul Romanați, Comojeni, Nedeia și Nedeița, Măceșul și Măceșul Mare (Sârbesc și Rumânesc) din județul Dolj și dealurile cu viile Cernăteștilor din județul Săcuieni. Aceste moșii, împreună cu pogoanele, dealurile, viile, bălțile, acareturile, gârlile (râuri și pârâuri) și veniturile din prețurile arenzilor. De asemenea, a mai lăsat unele case și prăvălii din București, cu chiriile cestora, ca după veniturile și arenzile luate de pe moșii să întrețină cheltuielile spitalului, pentru șaizeci de bolnavi, iar numărul acestor bolnavi să sporească sau să scadă în funcție de valoarea veniturilor anuale obținute.
În urma unui incendiu, spitalul a fost grav afectat, și a fost reconstruit între 1880 și 1890 prin soluții arhitectonice moderne, în formă de "U", cu biserica rezidită în interior. Noul spital avea 240 de paturi, iar medicii îngrijeau bolnavii la cele mai ridicate standarde medicale.
A fost refăcută și cupola, sub care se deschidea o sală imensă, decorată cu busturi, din care se urca pe o uriașă scară de marmură, din care se ieșea în mai multe cabinete și saloane. În prim plan se remarcau busturile din marmură ale lui Grigore Basarab și al Saftei Brâncoveanu.
În 1904, planșeele din lemn au fost schimbate cu planșee de beton armat, o premieră în România, și au fost adăugate corpuri noi de clădire.
După reforma agrară din 1921, când au fost expropriate și moșiile familiei Brâncoveanu, spitalul, rămas fără sursele sale de venituri, a intrat în mari dificultăți financiare. Regele Carol al II-lea a acordat fonduri importante așezământului, dar a intervenit și în organizarea sa.
În data de 8 iunie 1938, spitalul suferă un nou incendiu, stins cu repeziciune de Pompierii Capitalei împărțiți în două grupe: prima s-a ocupat de localizarea și stingerea incendiului în timp ce a doua a avut ca obiectiv evacuarea în siguranță a celor 350 de bolnavi.
Pe perioada celui de-al Doilea Război Mondial a funcționat ca spital militar cu 500 de paturi. După război, regele Mihai al României a restabilit autonomia spitalului, dar în 1946, sub guvernul Petru Groza, spitalul a trecut în proprietatea statului.
În anul 1949, la spitalul Brâncovenesc a fost înființată prima "Clinică de Ortopedie și Traumatologie" din țară, având ca scop organizarea, specializarea și perfecționarea medicilor ortopezi, condusă de Acad. Al. Rădulescu până în 1964 și în continuare de Prof. Aurel Denischi.
După cutremurul din 4 martie 1977, Nicolae Ceaușescu a folosit acest eveniment ca motiv pentru a demola cladirea.  S-a preluat o idee a regelui Carol al II-lea din 1935, în al cărei proiect era prevăzută construirea Camerei Deputaților pe Dealul Arsenalului. Acest proiect fusese conceput de cei mai mari arhitecți ai vremii. În 1938 s-a anunțat începerea demolărilor în vederea deschiderii acestui ax. A venit al Doilea Război Mondial și lucrurile au rămas doar pe hârtie până în 1983, când a început construirea Palatului Parlamentului. În acest scop au fost demolate foarte multe clădiri din cartierul Uranus, inclusiv cu valoare istorică, între care 22 de biserici și Spitalul Brâncovenesc, deși acesta nu se afla pe axa prevăzută pentru Bulevardul Victoria Socialismului. În 1984, într-o vineri, Ceauseșcu a hotărât să demoleze Spitalul Brâncovenesc și luni 29 martie 1984 a început demolarea. Spitalul era proaspăt renovat, monument istoric, sălile de operație erau de marmură, dar n-a contat. Personalul medical a fost împrăștiat la celelalte spitale din Capitală.